# La Vierge, l'Enfant, sainte Agnès et saint Jean-Baptiste
La Vierge, l'Enfant, sainte Agnès et saint Jean-Baptiste est un tableau réalisé en 1535 par le peintre italien Titien. De format horizontal, cette huile sur toile est une peinture religieuse qui représente le petit Jean le Baptiste et son agneau pascal à gauche, Agnès de Rome tenant la palme du martyre au centre et Marie portant l'Enfant Jésus à droite, où une colonne interrompt le paysage à l'arrière-plan.
Au cœur de la querelle du coloris déclenchée par Philippe de Champaigne en 1671, l'œuvre passe par Louis XIV avant d'entrer dans les collections du musée du Louvre, à Paris, en France. Elle se trouve depuis 1946 en dépôt au musée des Beaux-Arts de Dijon, à Dijon, dans la Côte-d'Or.